# Metzgeria auriculata
Metzgeria auriculata là một loài Rêu trong họ Metzgeriaceae. Loài này được Grolle & Kuwah. mô tả khoa học đầu tiên năm 1986.